# Сміхонічні пригоди Тарапуньки і Штепселя
«Сміхонічні пригоди Тарапуньки і Штепселя» — радянський кольоровий двосерійний комедійно-музичний телефільм 1970 року, знятий режисерами Юрієм Тимошенком і Юхимом Березіним на Кіностудії ім. О. Довженка.

## Сюжет
Телефільм про веселі пригоди популярних артистів естради Штепселя і Тарапуньки та винайденої ними «смеханічної машини», з вкрапленнями естрадних номерів та інтермедій.

## У ролях
- Юхим Березін — Штепсель
- Юрій Тимошенко — Тарапунька
- Савелій Крамаров — балакучий водій
- Андрій Іщенко — епізод
- Наталія Степанова — ляльковод
- Ігор Дивов — ляльковод
- Олександр Кісс — жонглер
- Віолетта Кісс — жонглер
- Юлія Пашковська — співачка
- Оксана Костюк — гімнастка
- Світлана Пшенична — епізод
- Олександр Баланцев — епізод
- сестри Бородавкіни — епізод
- Ізабелла Мень — співачка, виступ із квартетом «4-Ю»
- Микола Яковченко — контролер на річковому трамвайчику
- Микола Панасьєв — епізод
- Антон Доценко — епізод
- Валентин Грудинін — п'яниця
- Світлана Жильцова — ведуча КВК
- Олександр Масляков — ведучий КВК
- Неоніла Гнеповська — розпорядниця на виставці
- Софія Карамаш — епізод
- Анатолій Пурцеладзе — епізод
- Ю. Халкіді — епізод
- Володимир Чуйкін — учасник «Коробейників»
- Іван Матвєєв — поливальник
- Олег Слободенко — музикант
- Маргарита Криницина — жінка-новосел

## Знімальна група
- Режисери — Юрій Тимошенко, Юхим Березін
- Сценаристи — Юхим Березін, Роберт Віккерс, Олександр Каневський, Юрій Тимошенко
- Оператор — Михайло Іванов
- Композитор — Геннадій Гладков
- Художник — Олексій Бобровников